# Des Plaines
Des Plaines es una ciudad ubicada en el condado de Cook en el estado estadounidense de Illinois. En el Censo de 2020 tenía una población de 60,675 habitantes y una densidad poblacional de 1.645,36 personas por km².

## Geografía
Des Plaines se encuentra ubicada en las coordenadas 42°2′6″N 87°54′4″O / 42.03500, -87.90111. Según la Oficina del Censo de los Estados Unidos, Des Plaines tiene una superficie total de 37.34 km², de la cual 36.99 km² corresponden a tierra firme y (0.94%) 0.35 km² es agua.

## Demografía
Según el censo de 2010, había 58364 personas residiendo en Des Plaines. La densidad de población era de 1.562,94 hab./km². De los 58364 habitantes, Des Plaines estaba compuesto por el 77.33% blancos, el 1.78% eran afroamericanos, el 0.63% eran amerindios, el 11.44% eran asiáticos, el 0.02% eran isleños del Pacífico, el 6.38% eran de otras razas y el 2.43% pertenecían a dos o más razas. Del total de la población el 17.22% eran hispanos o latinos de cualquier raza.

## Educación
La ciudad tiene el Des Plaines campus del Oakton Community College.